# Expedició a la badia de Lady Franklin
L'expedició a la badia de Lady Franklin de 1881–1884 (també coneguda com expedició Greely), a l'illa d'Ellesmere, a l'Àrtic canadenc, va ser dirigida pel tinent Adolphus Greely, i va ser promoguda pel Cos de transmissions de l'exèrcit dels Estats Units (United States Army Signal Corps). El seu propòsit era establir una estació d'observació meteorològica com a part del Primer Any polar internacional, i recollir dades astronòmiques i magnètiques. Durant l'expedició, dos membres de la tripulació van assolir un nou rècord Farthest North (el nord més llunyà), però dels vint-i-cinc homes de la tripulació només set van sobreviure.

## Expedició

### Primer any (1881)

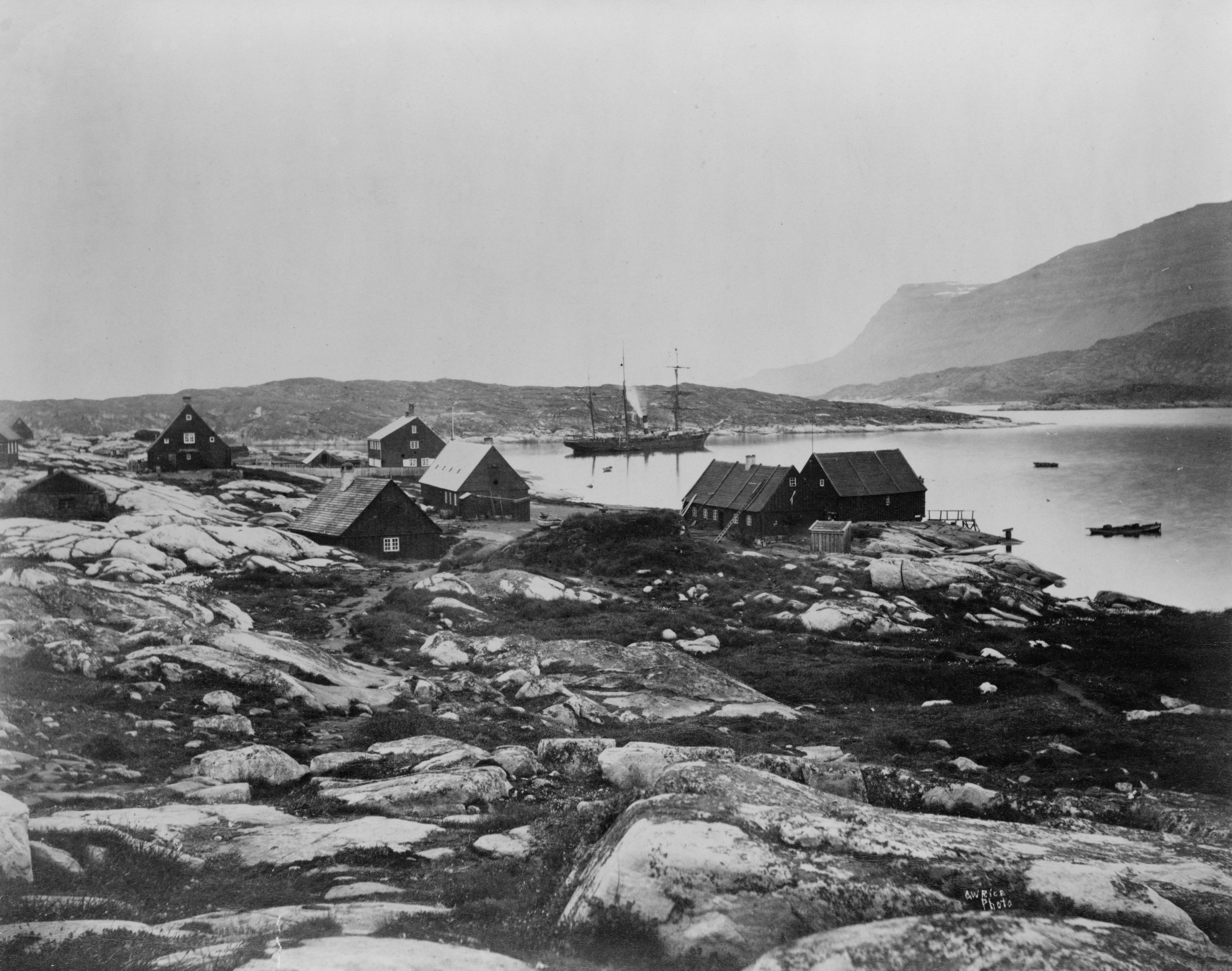
El vaixell Proteus al port de Qeqertarsuaq.

L'expedició a la badia de Lady Franklin va ser dirigida pel tinent Adolphus Greely de la cinquena cavalleria dels Estats Units, amb l'astrònom Edward Israel i el fotògraf George W. Rice entre la tripulació de vint-i-un oficials i homes. Van navegar en el vaixell Proteus i van arribar a Saint John's (Terranova i Labrador), a principis de juliol de 1881. A Godhavn (Groenlàndia), van recollir Jens Edward i Thorlip Frederik Christiansen, dos conductors de trineus de gossos inuits, així com el metge Octave Pierre Pavy i el Sr. Clay que havien de continuar estudis científics en comptes de tornar amb el vaixell Florence amb la resta de l'expedició Howgate de 1880.
Proteus va arribar sense problemes a la badia de Lady Franklin l'11 d'agost, va deixar homes i provisions i va marxar. En els mesos següents, el tinent James Booth Lockwood i el sergent David Legge Brainard van aconseguir un nou rècord Farthest North (el nord més llunyà) a 83°24′N 40°46′O, davant de la costa nord de Groenlàndia. Sense que Greely ho sabès, l'estiu havia estat extraordinàriament càlid, la qual cosa va portar a una infravaloració de les dificultats amb què s'enfrontarien les seves expedicions de socors per arribar a la badia de Lady Franklin els anys següents.

### Segon any (1882)
A l'estiu de 1882, els homes esperaven un vaixell de subministrament del sud. Neptune, carregat de subministraments de socors, va partir el juliol de 1882 però, degut al gel i al temps, el capità Beebe es va veure obligat a retornar abans d'hora. Tot el que podia fer era deixar alguns subministraments a Smith Sound a l'agost, i les provisions restants a Terranova, amb plans per al seu lliurament l'any següent.
El 20 de juliol, el contracte de Pavy va acabar, i aquest va anunciar que no el renovaria, però que continuaria atenent les necessitats mèdiques de l'expedició. Greely es va indignar i va ordenar al metge que lliurés tots els seus registres i diaris. Pavy s'hi va negar, però Greely va afirmar que hauria de fer front a un tribunal militar al tornar als Estats Units.

### Tercer any (1883)

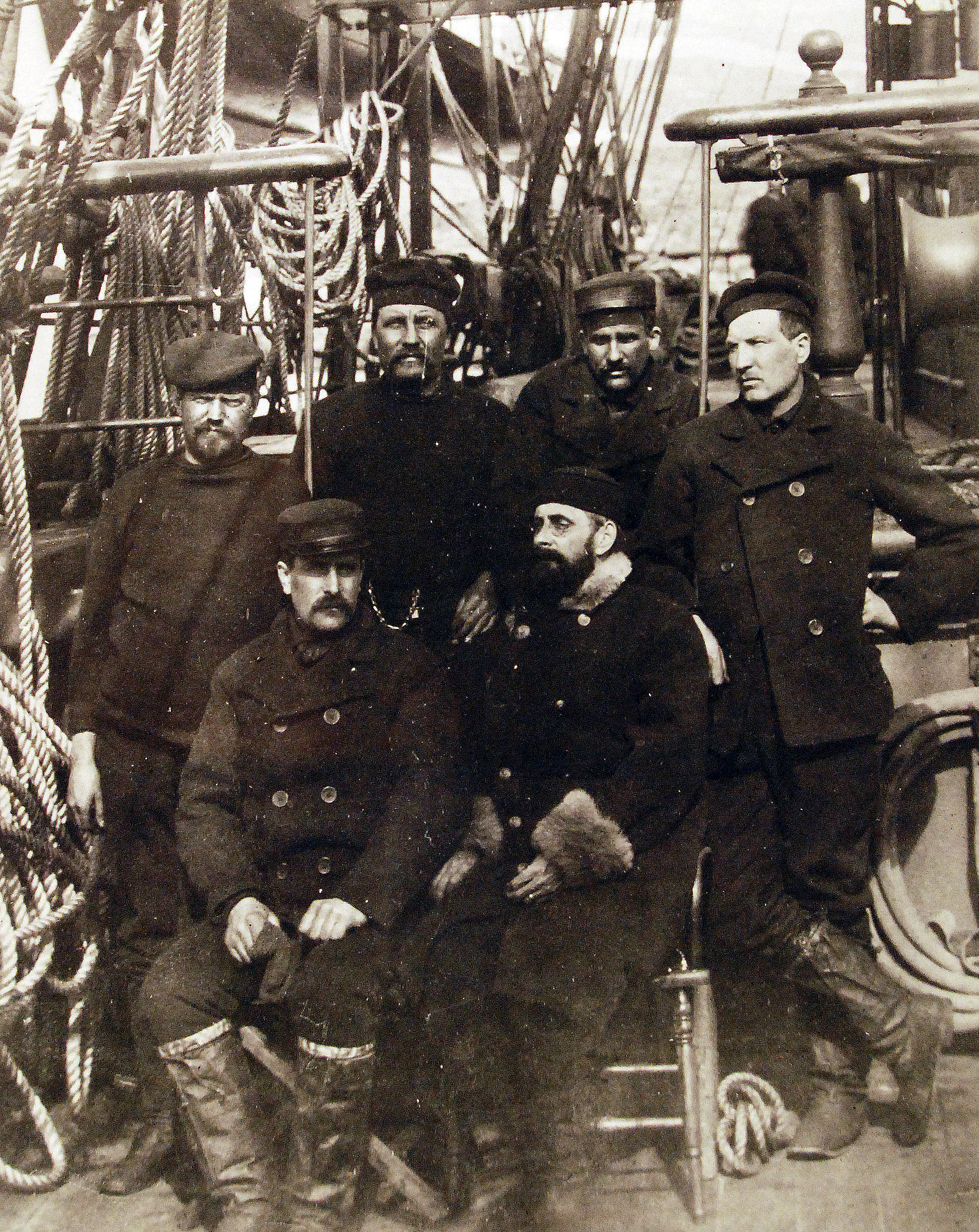
Els sis supervivents: fila superior d'esquerra a dreta: soldat Francis Long, sergent Julius R. Frederick, soldat Maurice Connell, comissari Henry Bierderbick, fila inferior: d'esquerra a dreta: sergent David L. Brainard, tinent Adolphus W. Greely.

El 1883, els nous intents de rescat de Proteus, comandat pel tinent Ernest Albert Garlington, i Yantic, comandat pel comandant Frank Wildes, van fracassar, i Proteus va ser esclafat pel gel.
L'estiu de 1883, d'acord amb les instruccions per al cas que dues expedicions de socors consecutives no arribessin a Fort Conger, Greely va decidir dirigir-se al sud amb la seva tripulació. S'havia planificat que els vaixells de socors havien de dipositar subministraments al llarg de l'estret de Nares, al voltant del cap Sabine i a l'illa Littleton, si no podien arribar a Fort Conger, la qual cosa hauria d'haver fet una hivernada còmoda pels homes de Greely. Però com que Neptune no va arribar tan lluny i Proteus es va enfonsar, en realitat només s'havia deixat una petita reserva d'emergència amb 40 dies de subministraments al cap Sabine per Proteus.
En arribar-hi l'octubre de 1883, la temporada era massa avançada perquè Greely intentés desafiar la badia de Baffin per arribar a Groenlàndia amb les seves petites embarcacions, o bé retirar-se a Fort Conger, de manera que va haver d'hivernar al mateix lloc.

### Quart any (1884)
Al secretari de la Marina, William E. Chandler, se li atribueix la planificació de l'esforç de rescat posterior, comandat pel comandant Winfield Scott Schley. Tot i que quatre vaixells —USS Bear, USS Thetis, HMS Alert i Loch Garry— van arribar al campament de Greely el 22 de juny, només set homes havien sobreviscut a l'hivern. La resta havia sucumbit a la fam, la hipotèrmia i l'ofegament, i un home, el soldat Henry, havia estat executat per ordre de Greely pel robatori repetit de racions de menjar. Dels set rescatats, Joseph Elison va morir el 8 de juliol després de múltiples amputacions. El grup de socors va arribar a St. John's (Terranova), el 17 de juliol de 1884, des d'on es va telegrafiar la notícia. Després d'una estada de deu dies, els vaixells van marxar cap a Nova York.
Els membres supervivents de l'expedició van ser rebuts com a herois. Es va celebrar una desfilada a Portsmouth (Nou Hampshire), a la qual van assistir milers de persones. Es va decidir que a cadascun dels supervivents se li concedia una promoció de grau per part de l'Exèrcit, encara que Greely s'hi va negar.

## Polèmica
Els rumors de canibalisme van sorgir després del retorn dels cadàvers. El 14 d'agost de 1884, pocs dies després del seu funeral, el cos del tinent Frederick Kislingbury, segon al comandament de l'expedició, va ser exhumat i se li va practicar l'autòpsia. La constatació que s'havia tallat la carn dels ossos semblava confirmar l'acusació. No obstant això, Greely i la tripulació supervivent van negar el canibalisme, i es va suposar que alguns membres estaven atrapant polls de mar per menjar i necessitaven carn com a esquer.